# Fisto
Fisto, de son vrai nom Olivier Cheravola, né le 26 juin 1976, est un rappeur français. Son premier album solo, Futur vintage, est publié en octobre 2010.

## Biographie
En 1998, Olivier Cheravola forme avec le producteur Defré Baccara, DJ O'legg ainsi que deux rappeurs Piloophaz et Arom, le collectif stéphanois La Cinquième Kolonne. Le groupe se fera remarquer par la presse spécialisée avec l'album Derrière nos feuilles blanches publié en octobre 2003. Malgré cette réussite le groupe se dissout à la fin de l'année 2003.
En juillet 2003, Fisto participe au concours "Max de 109" qui a pour but de dénicher de nouveaux talents du rap et RnB, organisé par la radio Skyrock et les maisons de disques Sony Music Entertainment et Small Stone Records. Cinq concurrents sont alors en lice : le duo Ed and Enz, Pearl, La Fouine, le groupe Les Amateurs et lui-même. Fisto remporte le concours ce qui lui permet de sortir le single Juste un looser, produit par Defré Baccara chez  Small Stone Records. Son titre entre ensuite en rotation à Skyrock. 
Après cette brève signature en major, il décide créer avec cinq musiciens stéphanois un groupe jazz acoustique appelé Sofa So Good, dans lequel il partagera le micro avec le MC stéphanois 12mé.
À partir de 2008, il se consacre à la création d'un projet solo en collaboration avec le groupe de beatmaker Soul Square. La première réalisation de cette collaboration sera la mixtape "Un œil Dans Le rétro" retraçant le parcours de Fisto. En mai 2010, il publie un premier maxi annonciateur d'un album intitulé Novo Classic, qui affiche une participation du DJ anglais DJ FORMAT pour un remix et un visuel réalisé par le graphiste Emeric "Takeshi" Trahand. Son premier album solo, Futur vintage, est publié le 18 octobre 2010. Les rappeurs américains Othello du groupe Ligtheaded et Rashaan Ahmad de Crown City Rockers ainsi que la chanteuse soul Dajla collaborent à cet album. La totalité du projet est produite par le crew de beatmakers nantais Soul Square, et il est enregistré, mixé et réalisé par DJ ATOM (C2C). La teneur du projet conserve l'esprit d'antagonisme du maxi "Novo Classic" : un rap moderne mais solidement encré dans ses fondations (le sampling, le MCing, les scratches) résumée dans l'opposition entre "Futur" et "vintage", ou comment faire du neuf avec du vieux.
Entre 2010 et 2014, parallèlement à sa carrière de rappeur, Fisto participe au développement du festival Hip Hop Les Potos Carrés à St Etienne, sa ville natale. Il devient comédien au sein de la compagnie de théâtre La Quincaillerie Moderne, qui explore les liens entre théâtre et culture populaire. Il participe aux spectacles " RIXE" et " Face B" avec notamment Charlotte Duran, chanteuse du groupe rap punk SCHLAAASS. Il effectue plusieurs tournées à l'étranger (Mongolie, Croatie, Canada, Japon). Il est durant cette période à l'initiative du projet Reggae/ Hip-Hop L'Entourloop, avec Kasper et The Architect, projet qu'il quitte en 2014.

En 2017, installé à Lyon, il devient co-rédacteur en chef du média hip-hop SURL. EN 2018, il co fonde le label GALANT RECORDS, entité Hip Hop du label Jarring Effects. 
Depuis 2017, il est manager du groupe SUPA DUPA et développe parallèlement une activité de DJ et de curateur musical, sur Spotify, notamment. 

## Discographie

### Album studio
- 2010 : Futur vintage

### Albums collaboratifs
- 1999 : Mikrophage (mixtape ; avec La Cinquième Kolonne)
- 2001 : État des lieux (album ; avec La Cinquième Kolonne)
- 2003 : Derrière nos feuilles blanches (album ; avec La Cinquième Kolonne)

### EPs
- 2008 : Un œil dans le rétro (Mixtape)
- 2010 : Novo Classic (Maxi vinyle, avec Dj Format)

### Singles
- 2003 : Juste un looser (CD et Vinyle)
- 2011 : En sens unique